# Давид (Маковей)
Епископ Давид (рум. Episcop David Macovei; род. XX век, Румыния) — архиерей Православной старостильной церкви Румынии, епископ Нямецкий (с 2022), викарий предстоятеля.

## Биография
Был хиротонисан во иеромонаха и возведён в достоинство архимандрита для служения в Успенском монастыре в Пэйсени в коммуне Корну-Лунчи.
7 апреля 2022 года в Слэтьоарском монастыре был хиротонисан во епископа Нямецкого. Хиротонию совершили: митрополит Демосфен (Йоницэ), епископ Сучавский Софроний (Оцел), епископ Брашовский Феодосий (Скутару), епископ Плоештский Антоний (Тэтару), епископ Ботошанский Иосиф (Могырзан), епископ Ясский Гликерий (Илие), епископ Галацкий Дионисий (Констандаке) и епископ Сибийский Евлогий (Ника).
Проживает в Слэтьоарском монастыре.